# Kakuro
Kakuro (engelska: cross sums eller cross addition; japanska: kakro eller kakkuro (カックロ)) är ett logikspel där ett rutnät skall fyllas med siffrorna 1 - 9. Spelplanens svarta rutor är delade diagonalt och där anges totalsumman av siffrorna som skall stå vågrätt respektive lodrätt i de vita rutorna. Siffrorna kan upprepas flera gånger i samma rad eller kolumn, men en och samma siffra får bara förekomma en gång i respektive summa.
Att siffrorna bara får förekomma en gång kan vara förklaringen till att kakuro ibland ses som en variant av sudoku, men kakuro påminner mer om ett vanligt korsord där bokstäverna ersatts av siffror. I vissa former av kakuro använder man till och med nycklar utanför rutnätet, på samma sätt som i korsord.

## Historik
Ordet kakuro kommer från japanskans Kasan Kuroso, som är en kombination av det japanska ordet för "addition" och det japanska uttalet av det engelska ordet "cross". Kakuro hette ursprungligen Cross Sums. Det presenterades i USA år 1966 av Dell Magazines, som senare även introducerade sudoku. Maki Kaji vid japanska Nikoli stötte på spelet under en resa i USA år 1980. Han tog det med till Japan och gav det namnet Kasan Kasuro. Sex år senare, när företaget släppte sin första bok med spelet, förkortades namnet till Kakro. Utanför Japan är spelet mer känt som kakuro. Fram till 1992, då sudoku tog över ledningen, var kakuro det mest omtyckta logikspelet i Japan. Spelets popularitet kan delvis förklaras med att man genom träning utvecklar sin förmåga att lösa problemen.

## Varianter
En variant på kakuro innebär att man skall multiplicera sig fram till en produkt i stället för att addera. På engelska kallas denna variant cross products eller cross multiplication. Kakuro kan kombineras med sudoku och blir då Sudoku#Extremsudoku som, kanske skämtsamt, har kallats "sudoku för folk som kan räkna".